# 더 타겟
《더 타겟》(영어: Reach Me)은 2014년 공개된 미국의 드라마 영화이다.

## 출연
- 실베스터 스탤론
- 키라 세지윅
- 토머스 제인
- 로런 코핸
- 켈시 그래머
- 케빈 코널리
- 톰 베런저
- 넬리
- 오마리 하드윅
- 테리 크루스
- 대니 트레이호
- 대니 아이엘로
- 라이언 퀀튼
- 데이비드 오하라
- 엘리자베스 헨스트리지
- 척 지토
- 톰 사이즈모어
- 케리 엘위스